# TK Rūta
TK Rūta – litewski klub siatkarski z Kielm, występujący w rozgrywkach o mistrzostwo Litwy. Założony został w 1991 roku. W najwyższej klasie rozgrywkowej zadebiutował w sezonie 1992/1993. Dwukrotny mistrz Litwy i czterokrotny zdobywca Pucharu Litwy.
W sezonie 2017/2018 męski zespół występuje w najwyższej klasie rozgrywkowej pod nazwą Etovis Kelmė.

## Nazwy
Męska drużyna w najwyższej klasie rozgrywkowej występowała pod różnymi nazwami:
- ?-2002 – Agrotech Kelmė
- 2002-2004 – Antivis Tytuvėnai
- 2004-2009 – Antivis Kelmė
- 2009-2015 – Antivis-Etovis Kelmė
- 2015-2019 – Etovis Kelmė
- 2019-2022 – Kelmė
- od 2022 – Etovis Kelmė

## Bilans sezonów
| Sezon     | Rozgrywki ligowe  | Rozgrywki ligowe | Puchar Litwy        |
| Sezon     | Poziom            | Miejsce          | Puchar Litwy        |
| --------- | ----------------- | ---------------- | ------------------- |
| 2001/2002 | Mistrzostwa Litwy | 3.               | ?                   |
| 2002/2003 | Mistrzostwa Litwy | 3.               | 1. miejsce          |
| 2003/2004 | Mistrzostwa Litwy | 2.               | 1. miejsce          |
| 2004/2005 | Mistrzostwa Litwy | 1.               | 1. miejsce          |
| 2005/2006 | Mistrzostwa Litwy | 2.               | ?                   |
| 2006/2007 | Mistrzostwa Litwy | 3.               | ?                   |
| 2007/2008 | Mistrzostwa Litwy | 3.               | ?                   |
| 2008/2009 | Mistrzostwa Litwy | 2.               | ?                   |
| 2009/2010 | Mistrzostwa Litwy | 3.               | 1. miejsce          |
| 2010/2011 | Mistrzostwa Litwy | 4.               | 2. miejsce          |
| 2011/2012 | Mistrzostwa Litwy | ?                | faza kwalifikacyjna |
| 2012/2013 | Mistrzostwa Litwy | 1.               | 2. miejsce          |
| 2013/2014 | Mistrzostwa Litwy | 2.               | 3. miejsce          |
| 2014/2015 | Mistrzostwa Litwy | 4.               | 4. miejsce          |
| 2015/2016 | Mistrzostwa Litwy | 5.               | faza kwalifikacyjna |
| 2016/2017 | Mistrzostwa Litwy | 4.               | faza kwalifikacyjna |
| 2017/2018 | Mistrzostwa Litwy | 2.               | faza kwalifikacyjna |
| 2018/2019 | Mistrzostwa Litwy | 2.               | 3. miejsce          |
| 2019/2020 | I lyga            | —                | —                   |
| 2020/2021 | I lyga            | 1.               | faza kwalifikacyjna |
| 2021/2022 | I lyga            | 1.               | 4. miejsce          |
| 2022/2023 | Mistrzostwa Litwy | 3.               | 2. miejsce          |

Poziom rozgrywek:
     pierwszy poziom
     drugi poziom

## Osiągnięcia
- Mistrzostwa Litwy (2x): 2005, 2013
- Puchar Litwy (4x): 2002, 2003, 2004, 2009